# Épicarde
En anatomie, l'épicarde (du grec επι « sur » et καρδια « cœur ») ou lame viscérale du péricarde séreux est la couche interne du feuillet interne (feuillet viscéral) du péricarde. Il constitue la séreuse de ce feuillet et s'étend sur toute la surface externe du cœur et la partie proximale des gros vaisseaux. Il est en continuité avec la séreuse du feuillet externe (feuillet pariétal) du péricarde, au niveau de la ligne de réflexion péricardique ; ces deux feuillets sont accolées et définissent ainsi la cavité péricardique, qui est un espace virtuel. Cette structure permet ainsi des mouvements de glissement entre les deux parois, et donc de contraction/relaxation du cœur sans entrave.

## Structure
L'épicarde est un tissu mésothélial qui adhère à la surface du cœur.
Il est en continuité avec le péricarde pariétal au niveau des grands vaisseaux du cœur et entoure les vaisseaux coronaires principaux et les ganglions parasympathiques de la surface cardiaque..
Il est constitué de deux couches :
- le mésothélium épicardique la couche la plus externe,
- la couche sous-mésothéliale qui épouse la surface superficielle du myocarde.

### Mésothélium épicardique
Le mésothélium épicardique est un épithélium pavimenteux simple reposant sur une lame basale. Il sécrète un film de liquide qui lubrifie la cavité péricardique, réduisant ainsi les frottements lors des contractions cardiaques

### Couche sous-mésothéliale
La couche sous-mésothéliale est une couche de tissu conjonctif lâche riche en adipocytes.

## Embryologie
L'épicarde provient d'un organe qui est en dehors de l'ébauche primitive du cœur, à son pôle veineux (inférieur) : le proépicarde. Il se développe et forme une séreuse primitive. Cette séreuse finit par recouvrir complètement le myocarde via certaines cellules issues du septum transversum à destinée épicardique.
De cet épicarde embryonnaire dérive également des cellules qui migrent dans le myocarde pour donner les cellules musculaires lisses des vaisseaux cardiaques coronaires. Ainsi, ni l'épicarde, ni les vaisseaux du cœur ne dérivent des cellules des crètes neurales, malgré ce qui pouvait être pensé par le passé.
Quand on prend un embryon de poulet et qu'on pratique une ablation de l'organe proépicardique, l'épicarde ne se développe pas mais le myocarde non plus car il n'est pas vascularisé par les coronaires, qui dérivent de l'épicarde.

## Vascularisation
Les artères coronaires circulent au sein de l'épicarde, et vascularisent le myocarde en lui adressant des branches dites « perforantes » à disposition perpendiculaire pour atteindre les réseaux capillaire du muscle cardiaque.